# Nunda (Dakota del Sur)
Nunda es un pueblo ubicado en el condado de Lake en el estado estadounidense de Dakota del Sur. En el Censo de 2010 tenía una población de 43 habitantes y una densidad poblacional de 16,47 personas por km².

## Geografía
Nunda se encuentra ubicado en las coordenadas 44°9′36″N 97°1′10″O / 44.16000, -97.01944. Según la Oficina del Censo de los Estados Unidos, Nunda tiene una superficie total de 2,61 km², toda ella de tierra firme.

## Demografía
Según el censo de 2010, había 43 personas residiendo en Nunda. La densidad de población era de 16,47 hab./km². Los 43 habitantes eran de raza blanca.